# 제일패션리테일
제일패션리테일은 2011년 11월 25일 제일모직이 인수한 이탈리아 브랜드 '콜롬보 비아 델라 스피가(COLOMBO Via Della Spiga)'의 대한민국 법인이다. 수입 의류 및 잡화 도·소매 판매, 상품 종합중개업, 의복 액세서리 도소매 판매, 가방 및 여행용품 도소매 판매, 부동산 임대업을 목적으로 설립하였다.

## 연혁
- 2011년 11월 25일 '콜롬보코리아' 설립[2]
- 2013년 '제일모직 패션부문'이 '삼성에버랜드'로 이관됨에 따라 계열 법인인 '콜롬보코리아'도 '삼성에버랜드'로 이관'[3]
- 2015년 제일모직이 삼성물산과 합병함에 따라 삼성물산으로 이관
- 2016년 상호명을 콜롬보코리아주식회사에서 제일패션리테일주식회사로 변경.